# マーティン・ジョーンズ
マーティン・ジョーンズ（Martin Jones、1940年2月4日 - ）は、イギリスのピアノ奏者。
ウィットニーの生まれ。ロンドン王立音楽院でグイド・アゴスティ、ガイ・ジョンソンとゴードン・グリーンの各氏にピアノを師事。
1968年にクイーン・エリザベス・ホールとニューヨークのカーネギー・ホールでデビューを果たし、同年イギリスの音楽家慈善基金からマイラ・ヘス賞を贈られている。
1971年から1988年までカーディフ大学のピアニスト・イン・レジデンスを務めた。
1988年からニンバス・レーベルにメンデルスゾーン、ブラームス、ドビュッシー、シマノフスキ、グレインジャー、ストラヴィンスキー、コルンゴルト、モンポウ等のピアノ曲を体系的に録音している。

## 註
1. ↑  bach-cantatas.com
2. ↑  allmusic.com

| スタブアイコン | サブスタブ | この項目は、まだ閲覧者の調べものの参照としては役立たない、人物に関連した書きかけの項目です。この項目を加筆・訂正などしてくださる協力者を求めています（P:人物伝/PJ:人物伝）。 |